# Streblognathus peetersi

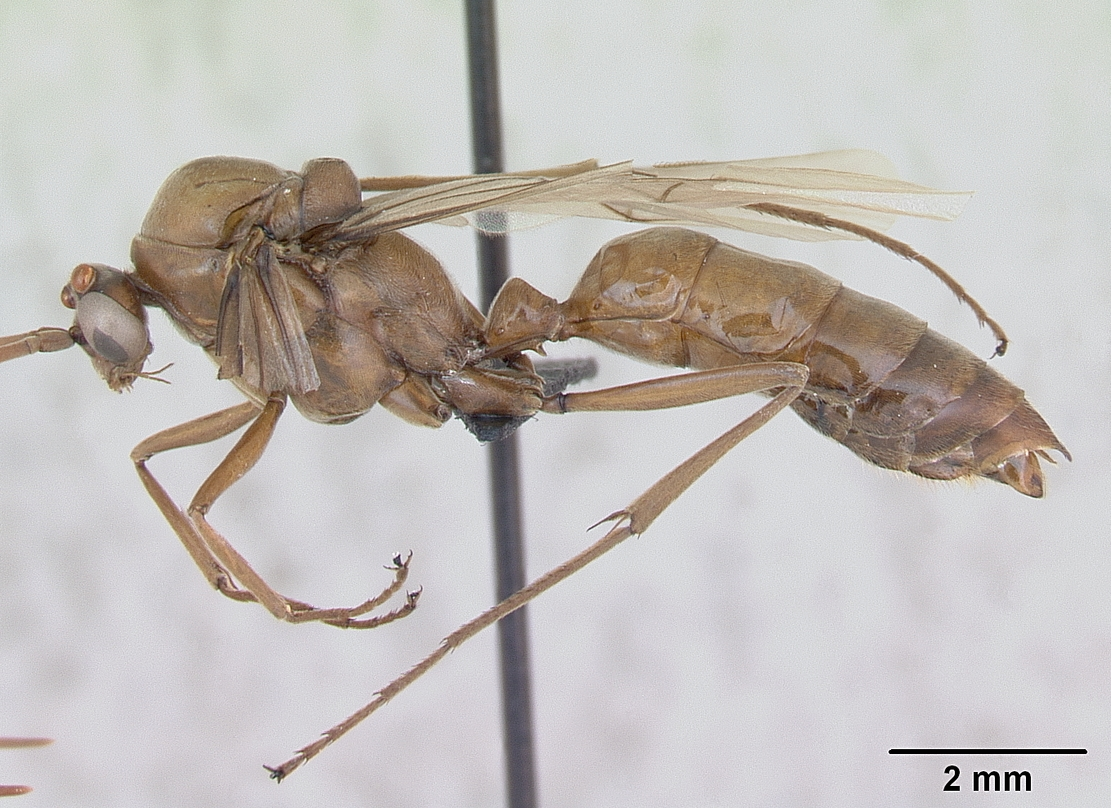
Streblognathus peetersi

Espèce
Streblognathus peetersi est une fourmi sans reine originaire d'Afrique. Elle a un comportement social atypique pour une fourmi. Les colonies de S. peetersi développent une hiérarchie très importante dans leurs rapports sociaux. Elles ne comportent que des ouvrières pleinement fécondes et des mâles ailés.

## Démocratie chez les fourmis
Seules les ouvrières dominantes (« alpha ») se reproduisent. Elles se battent souvent, se mesurent, paradent avec leur gastre. Il suffit qu'une ouvrière soit en haut de la hiérarchie pour qu'elle commence à ovuler.
Leur patrimoine génétique est jugé non seulement par les rivales qui s'inclinent mais aussi par l'ensemble de la colonie qui décide de suivre ces leaders et de s'occuper du couvain et de nettoyer le nid.